# It's Five O'Clock (chanson)
Singles de Aphrodite's Child
Marie Jolie
(1969) Spring, Summer, Winter and Fall
(1970)
It's Five O'Clock est une chanson du groupe grec Aphrodite's Child, parue sur l'album It's Five O'Clock de 1969. Elle est sortie en février 1970 en single sur le label Mercury. Elle est écrite par Richard Francis sur une musique de Vangelis.
Il s'agit de l'un des plus grands succès Aphrodite's Child, atteignant la première place en Belgique francophone, en France et en Italie.
Une nouvelle version est enregistrée en 1987 par Demis Roussos, ancien chanteur principal d'Aphrodite's Child. Cette version est sortie en single la même année et incluse dans son album The Story of Demis Roussos.

## Liste des pistes
| A. | It's Five O'Clock | 3:29 |
| B. | Funky Mary        | 4:11 |

## Classements
| Classement (1970)                       | Meilleure position |
| --------------------------------------- | ------------------ |
| Belgique (Wallonie Ultratop 50 Singles) | 1                  |
| Espagne (AFE)                           | 22                 |
| France (SNEP)                           | 1                  |
| Italie (Musica e dischi)                | 1                  |
| Pays-Bas (Nederlandse Top 40)           | 12                 |
| Pays-Bas (Nationale Hitparade)          | 11                 |
| Suisse (Schweizer Hitparade)            | 6                  |
| Turquie (Hey Top 40)                    | 16                 |

| Classement (1970)        | Position |
| ------------------------ | -------- |
| France (SNEP)            | 13       |
| Italie (Musica e dischi) | 9        |

## Reprises et adaptations
En 1981, la chanteuse italienne Milva enregistre et sort une version allemande intitulée Kennst du das auch? et une version française intitulée Le drapeau de l'humanité.